# Museu d'Auschwitz–Birkenau
El Museu d'Auschwitz–Birkenau és un museu situat a Oświęcim (Polònia) sobre el camp de concentració d'Auschwitz-Birkenau, camp que va esdevenir un símbol del terror, el genocidi i l'Holocaust, va ser creat pel parlament polonès el 2 de juliol de 1947, i l'any 1979 va ser declarat Patrimoni de la Humanitat per la UNESCO.

## Museu
L'espai té com a màxims objectius donar a conèixer el procés d'extermini massiu i treball esclau ideat pel govern de l'Alemanya nazi i invitar el visitant a la reflexió davant d'uns fets tant terribles de la història del segle xx. A més, aquest memorial ajuda, mitjançant el seu treball de recerca i les seves activitats, a mantenir viva la memòria dels milers de persones de diferents ètnies i nacionalitats que van patir o morir en aquest camp de concentració.

## Història
La invasió de Polònia l'1 de setembre de 1939 per part de l'Alemanya nazi va marcar l'inici de la Segona Guerra Mundial. El camp de concentració d'Auschwitz va ser creat per la SS l'any 1940 i, en un principi, ho fou perquè a causa dels arrestos massius de polonesos les presons existents eren insuficients. A partir de l'any 1942 Auschwitz va passar de ser un camp de presoners a un dels més grans camps d'extermini massiu de l'Alemanya de Hitler. El camp principal era conegut com a "Auschwitz I" i el nombre de presoners podia arribar a 20.000. La segona part del camp era Birkenau o "Auschwitz II". En aquest camp és on van morir la majoria de presoners, ja que comptava amb més aparells d'extermini en massa (cambres de gas, forns crematoris…). A més, Auschwitz tenia més de 40 subcamps on els presoners eren esclavitzats. Finalment, el 27 de gener de 1945 les tropes soviètiques van alliberar el camp, una màquina del terror que havia acabat amb la vida d'un milió cent mil persones de diferents ètnies, nacionalitats i religions.